# Lamy (New Mexico)
Lamy ist ein Ort in Santa Fe County im US-Bundesstaat New Mexico südlich der Stadt Santa Fe.
Der Ort hat keine gemeinderechtliche Verfassung, wird aber für die Zwecke der Eisenbahn und der Volkszählung als solcher anerkannt. Im Jahre 2000 betrug die Bevölkerungszahl 137. Die Hauptroute der ehemaligen Atchison, Topeka and Santa Fe Railroad (ATSF) verläuft durch Lamy. Ursprünglich war vorgesehen, dass die Eisenbahn durch Santa Fe selbst durchfahren sollte, aber die beteiligten Bauingenieure erkannten während des Streckenbaus, dass die Hügel, die Santa Fe umgeben, diesen Verlauf unpraktisch machten, und die Strecke wurde durch Lamy geführt. Später wurde ein Abzweig von Lamy nach Santa Fe gebaut, wodurch Lamy ein wichtiger Eisenbahnknotenpunkt wurde. 

## Geographie
Die Grenzen des Ortes, wie sie vom United States Census Bureau festgelegt wurden, ergeben eine Gesamtfläche von 2,8 km². Wasserflächen sind im Ort nicht vorhanden.